# 109 Piscium b

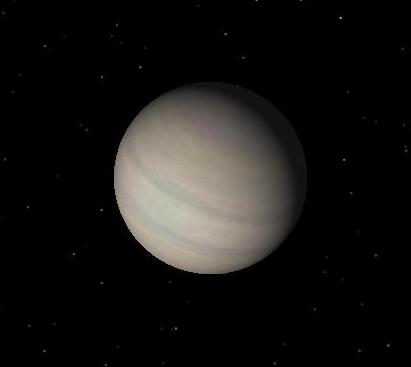
Impressão artística do planeta 109 Piscium b

109 Piscium b (ou HD 10697 b) é um planeta extrassolar de longo período orbitando ao redor de 109 Piscium descoberto em 1999. Este planeta possui no mínimo uma massa de 6.38 vezes a  massa de Júpiter e é muito provável que seja um gigante gasoso. Como é típico de outros planetas orbitando outras estrelas em longos períodos, 109 Piscium b apresenta uma excentricidade orbital maior que a de Júpiter.
Os descobridores do planeta estimam que a temperatura efetiva seja de 264 K do aquecimento solar, mas esta poderia ser 10-20 K mais quente devido ao aquecimento interno.
Medições astrométricas preliminares sugeriram que a inclinação orbital do planeta seja de 170.3°, resultando em uma massa 38 vezes superior à de Júpiter, o suficiente para caracterizá-lo como uma anã marrom. Porém, análises subsequentes indicam que a precisão das medições utilizadas para derivar a órbita astrométrica é insuficiente para restringir os parâmetros, por isso, a verdadeira inclinação e massa de 109 Piscium b permanece desconhecida.